# Grand Rapids (Minnesota)
Grand Rapids é uma cidade localizada no estado americano de Minnesota, no Condado de Itasca.

## Demografia
Segundo o censo americano de 2000, a sua população era de 7764 habitantes.

## Geografia
De acordo com o United States Census Bureau tem uma área de
20,9 km², dos quais 19,0 km² cobertos por terra e 1,9 km² cobertos por água.

## Localidades na vizinhança
O diagrama seguinte representa as localidades num raio de 20 km ao redor de Grand Rapids.